# Notiohyphantes excelsus
Notiohyphantes excelsus är en spindelart som först beskrevs av Eugen von Keyserling 1886.  Notiohyphantes excelsus ingår i släktet Notiohyphantes och familjen täckvävarspindlar. Inga underarter finns listade i Catalogue of Life.